# Gendarmerie nationale de La Réunion

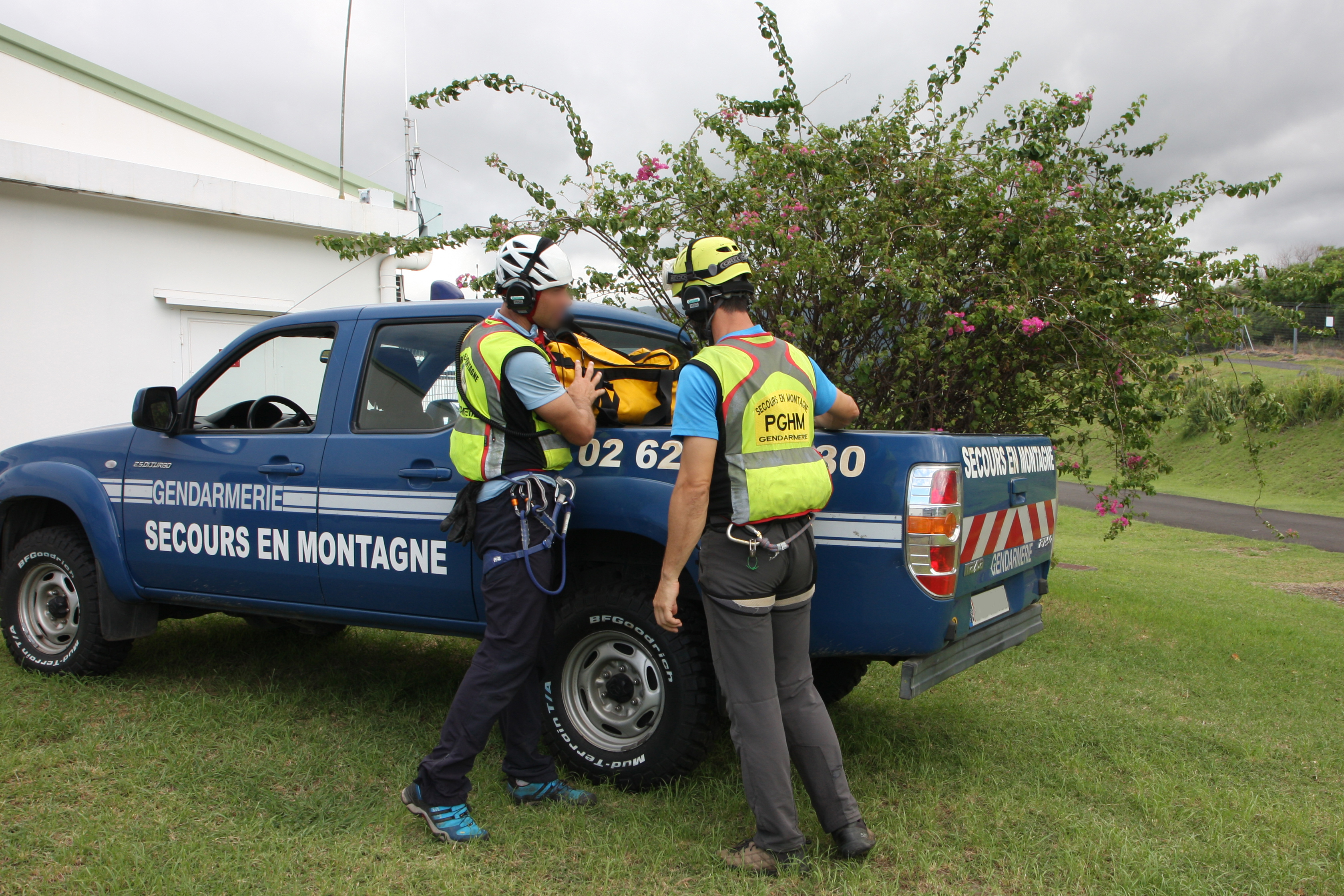
PGHM de La Réunion. Départ d'une équipe de secours

Le commandement de la gendarmerie (COMGEND) de La Réunion est subordonné au commandement de la gendarmerie outre-mer. Commandé par un général de brigade, il dispose de 743 hommes et femmes répartis en 3 compagnies (7 communautés de brigades et 16 brigades territoriales), 1 escadron de sécurité routière (4 brigades motorisées), 1 escadron de gendarmes mobiles, 1 section de recherche (SER), 1 peloton de gendarmerie de haute montagne (PGHM) ainsi que plusieurs autres unités spécialisées. C'est la formation de Gendarmerie la plus importante des départements et collectivités d’outre-mer. La Gendarmerie de La Réunion est responsable de la sécurité sur 87,66 % du département occupée par 62 % de la population. Elle est également compétente sur les Îles Éparses (Europa, Juan de Nova et Les Glorieuses) où elle assure de manière permanente des missions de police administrative par délégation du préfet des Terres australes et antarctiques françaises (TAAF) et de police judiciaire par habilitation du procureur général de Saint-Denis. Force de police à statut militaire, la Gendarmerie est rattachée au ministère de l’Intérieur pour l’exercice de ses missions de sécurité intérieure et au ministère de la Défense pour l’exercice des missions de défense. Elle agit sous le contrôle de l'appareil judiciaire (Parquet, juges d'instruction) dans l’exercice de ses missions judiciaires.

## Historique
Ancêtre direct de la Gendarmerie sous l'Ancien Régime, la Maréchaussée est présente sur l'Ile Bourbon depuis le rachat de l'île à la Compagnie des Indes par le roi en 1764 . Ses effectifs sont implantés à Saint-Denis, Sainte-Suzanne et à Saint-Pierre dès l'année suivante. La Gendarmerie succède à la Maréchaussée en 1791 et son implantation accompagne toutes les étapes du développement de l'île jusqu'à nos jours.   

## Missions
- sécurité publique générale ;

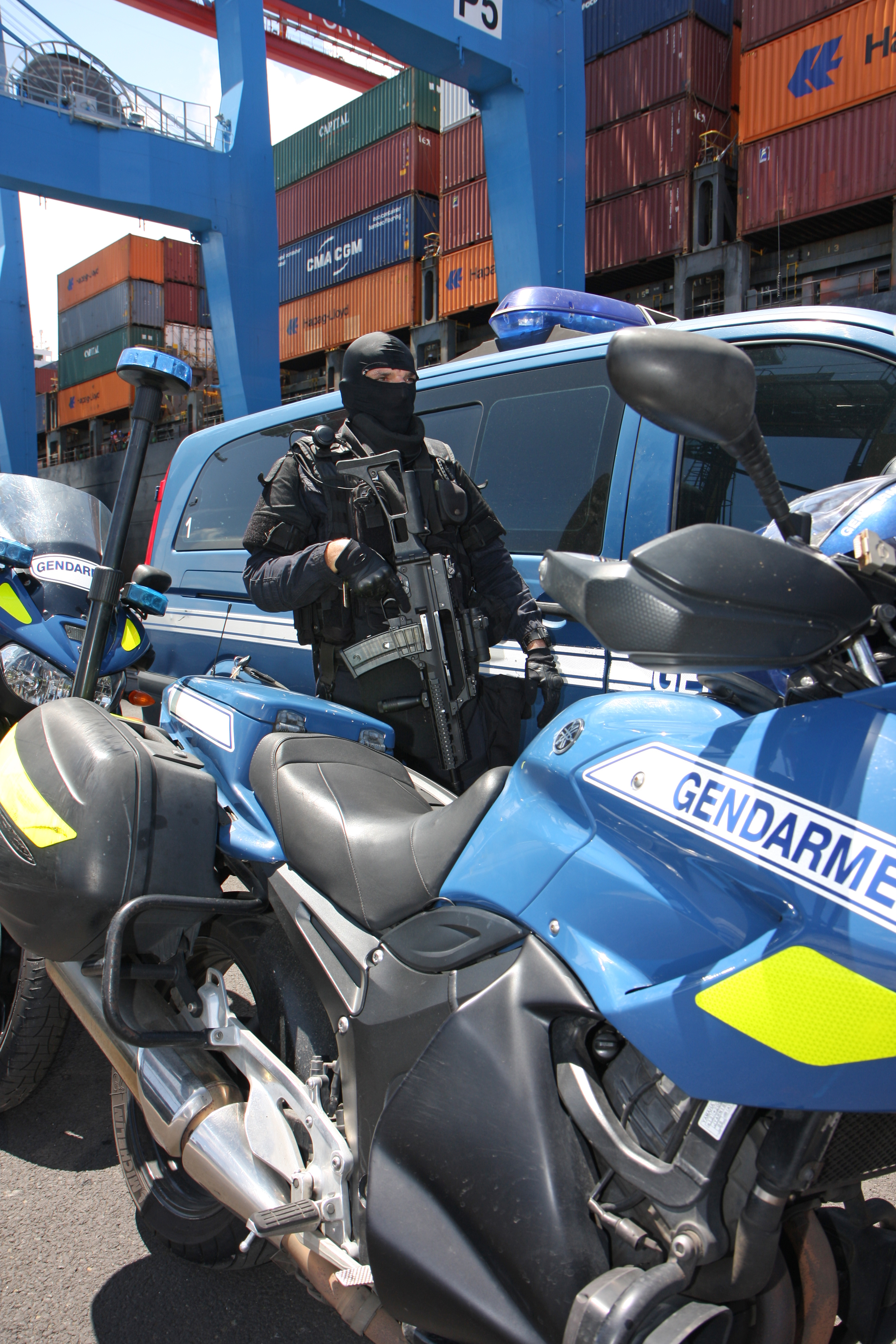
Escorte de fonds - Antenne GIGN de La Réunion

- secours et assistance aux populations ;
- prévention de la délinquance ;
- police judiciaire ;
- lutte contre l’insécurité routière ;
- maintien de l’ordre public ;
- lutte contre le terrorisme ;
- missions de défense.

## Organisation
- Compagnie de Saint-Benoît :  2 communautés de brigades (COB) et 5 brigades territoriales autonomes (BTA)
  - COB de Sainte-Marie/Rivière des Pluies/Sainte- Suzanne
  - COB de Saint-Benoit/Sainte-Anne
  - BTA de Saint-Denis
  - BTA de Plaine-des-Palmistes
  - BTA de Bras-Panon
  - BTA Salazie
  - BTA Sainte-Rose
  - 1 brigade de recherches (BR) à Saint-Benoit
  - 1 peloton de surveillance et d'intervention de la Gendarmerie (PSIG) à Saint-Benoît

- Compagnie de Saint-Pierre : 4 communautés de brigades (COB) et 4 brigades territoriales autonomes (BTA)
  - COB de Etang Salé/Avirons
  - COB de Saint-Louis/Rivière-Saint-Louis
  - COB de Saint-Joseph/Petite-Île
  - COB de Le Tampon/Trois-Mares)
  - BTA de Plaine-des-Cafres
  - BTA de Entre-Deux
  - BTA de Cilaos
  - BTA Saint-Philippe
  - 1 brigade de recherches à St-Pierre
  - 1 peloton de surveillance et d'intervention de la Gendarmerie (PSIG) à St-Pierre

- Compagnie de Saint-Paul : 1 communauté de brigades composée (COB) et 7 brigades territoriales autonomes (BTA)  
  - COB de Saint-Leu/Piton- Saint-Leu
  - BTA de Saint-Paul
  - BTA de Plateau Caillou
  - BTA de Bois de Nèfles
  - BTA de Saint-Gilles
  - BTA de Trois-Bassins
  - BTA La Saline
  - BTA La Possession
  - 1 brigade de recherches à St-Paul
  - 1 peloton de surveillance et d'intervention de la Gendarmerie (PSIG) à St-Paul

- 1 escadron départemental de sécurité routière (EDSR) : 4 brigades motorisées
  - Saint-Louis
  - Saint-Paul
  - Saint-Denis
  - Saint-Benoît
- 1 section de recherches (SR)
- 1 peloton de gendarmerie de haute montagne de La Réunion (PGHM)
- 1 Brigade nautique (BN) du Port, composé 6 gendarmes, dont 5 plongeurs enquêteurs subaquatiques[6], elle est dotée de 2 embarcations nautiques, dont une vedette de type UFC 11-00 Alu Cymothoe (G 1104)
- 1 Section aérienne (SAG Saint-Denis)
  - Détachement aérien de la gendarmerie de Saint-Denis (974), crée en 1962, doté de 2 hélicoptères, un AS350 B2 Écureuil et un EC145, basé au DA 181 La Réunion sur l'aéroport de La Réunion-Roland-Garros. Elle est composée de quatre pilotes dont le commandant d'unité, de cinq mécaniciens cellule et moteur également mécaniciens de bord treuilliste, de deux mécaniciens avionique également mécaniciens de bord treuilliste, et deux secrétaires, soit 13 personnels au total.
- 1 brigade de gendarmerie des transports aériens (BGTA)
- 1 brigade départementale de renseignements et d'investigations judiciaires (BDRIJ)
- 1 brigade de prévention de la délinquance juvénile (BPDJ)
- 1 escadron et 2 pelotons de gendarmerie mobile (EGM) articulé en 4 détachements de sécurité d’intervention (DSI), en provenance de métropole, relevés tous les trois mois.
- 1 centre d'opérations et de renseignement de la gendarmerie (CORG)
- 1 antenne du GIGN (AGIGN), depuis 2016, anciennement Groupe de pelotons d'intervention de la Réunion (GPI 974).
- 1 gendarme est incorporé dans chacune des 3 sections de 15 hommes que la défense déploie sur trois des îles Éparses de l'océan Indien (Juan de Nova, Europa et Glorieuses) depuis 1973[7].

La gendarmerie dispose sinon de 4 VBRG (véhicules blindés à roues de la gendarmerie), dont 2 dotés d’une lame et 1 d’un treuil.